# Biathlon-Juniorenweltmeisterschaften 2008
Die Biathlon-Juniorenweltmeisterschaften 2008 fanden vom 26. Januar bis 2. Februar 2008 zum zweiten Mal nach 1993 in der Chiemgau-Arena von Ruhpolding statt.

## Medaillenspiegel
| Platz | Land               |   |   |   |    |
| ----- | ------------------ | - | - | - | -- |
| 01    | Deutschland        | 8 | 6 | 3 | 17 |
| 02    | Frankreich         | 3 | 4 | 4 | 11 |
| 03    | Russland           | 3 | 1 | 3 | 7  |
| 04    | Italien            | 1 | – | 2 | 3  |
| 05    | Belarus            | 1 | – | – | 1  |
| 06    | Norwegen           | – | 4 | 1 | 5  |
| 07    | Tschechien         | – | 1 | – | 1  |
| 08    | Slowakei           | – | – | 1 | 1  |
| 08    | Österreich         | – | – | 1 | 1  |
| 08    | Vereinigte Staaten | – | – | 1 | 1  |

Endstand nach 16 Wettbewerben

## Ergebnisse

### Männliche Jugend
| Rang | Name                  |
| ---- | --------------------- |
| 1    | Uladsimir Aljanischka |
| 2    | Rémi Borgeot          |
| 3    | Ludwig Ehrhart        |
| 4    | Benjamin Weger        |
| 5    | Benedikt Doll         |
| 6    | Leif Nordgren         |
| 7    | Vegar Bergli          |
| 8    | Sondre Eide           |
| 9    | Roland Gerbacea       |
| 10   | Erlend Bjøntegaard    |

| Rang | Name            |
| ---- | --------------- |
| 1    | Ludwig Ehrhart  |
| 2    | Manuel Müller   |
| 3    | Leif Nordgren   |
| 4    | Lukas Hofer     |
| 5    | Benjamin Weger  |
| 6    | Rémi Borgeot    |
| 7    | Benedikt Doll   |
| 8    | Felix Schuster  |
| 9    | Sondre Eide     |
| 10   | Mathieu Souchal |

| Rang | Name                  |
| ---- | --------------------- |
| 1    | Ludwig Ehrhart        |
| 2    | Manuel Müller         |
| 3    | Mathieu Souchal       |
| 4    | Lukas Hofer           |
| 5    | Jewgeni Petrow        |
| 6    | Rémi Borgeot          |
| 7    | Benjamin Weger        |
| 8    | Aleksandris Sverčkovs |
| 9    | Kirill Plotnikow      |
| 10   | Leif Nordgren         |

| Rang | Nation                                                   |
| ---- | -------------------------------------------------------- |
| 1    | DeutschlandBenjamin Thym Benedikt Doll Felix Schuster    |
| 2    | NorwegenSondre Eide Erlend Bjøntegaard Vegar Bergli      |
| 3    | ItalienPietro Dutto Lukas Hofer Dominik Windisch         |
| 4    | RumänienRoland Gerbacea Ștefan Gavrilă Remus Faur        |
| 5    | RusslandAlexander Wolkow Kirill Plotnikow Jewgeni Petrow |

### Weibliche Jugend
| Rang | Name                |
| ---- | ------------------- |
| 1    | Maren Hammerschmidt |
| 2    | Elise Ringen        |
| 3    | Janin Hammerschmidt |
| 4    | Pinja Piira         |
| 5    | Sophie Boilley      |
| 6    | Ada Ringen          |
| 7    | Jekaterina Nossowa  |
| 8    | Dorothea Wierer     |
| 9    | Natália Prekopová   |
| 10   | Anastassija Kalina  |

| Rang | Name                |
| ---- | ------------------- |
| 1    | Janin Hammerschmidt |
| 2    | Sophie Boilley      |
| 3    | Elise Ringen        |
| 4    | Anastassija Kalina  |
| 5    | Ada Ringen          |
| 6    | Nicole Wötzel       |
| 7    | Leslie Mercier      |
| 8    | Réka Ferencz        |
| 9    | Maren Hammerschmidt |
| 10   | Pinja Piira         |

| Rang | Name               |
| ---- | ------------------ |
| 1    | Dorothea Wierer    |
| 2    | Nicole Wötzel      |
| 3    | Natália Prekopová  |
| 4    | Elise Ringen       |
| 5    | Jekaterina Nossowa |
| 6    | Sophie Boilley     |
| 7    | Réka Ferencz       |
| 8    | Ada Ringen         |
| 9    | Anastassija Kalina |
| 10   | Karolin Horchler   |

| Rang | Nation                                                           |
| ---- | ---------------------------------------------------------------- |
| 1    | DeutschlandMaren Hammerschmidt Janin Hammerschmidt Nicole Wötzel |
| 2    | NorwegenAda Ringen Synnøve Solemdal Elise Ringen                 |
| 3    | ItalienDorothea Wierer Alexia Runggaldier Monika Messner         |
| 4    | FrankreichMarion Charles Leslie Mercier Sophie Boilley           |
| 5    | RusslandNadeschda Grebnewa Jekaterina Nossowa Anastassija Kalina |

### Junioren
| Rang | Name                   |
| ---- | ---------------------- |
| 1    | Anton Schipulin        |
| 2    | Florian Graf           |
| 3    | Arnd Peiffer           |
| 4    | Wiktor Wassiljew       |
| 5    | Simon Schempp          |
| 6    | Sven Grossegger        |
| 7    | Dag Erik Kokkin        |
| 8    | Jean-Guillaume Béatrix |
| 9    | Luca Bormolini         |
| 10   | Jakov Fak              |

| Rang | Name                   |
| ---- | ---------------------- |
| 1    | Anton Schipulin        |
| 2    | Florian Graf           |
| 3    | Wiktor Wassiljew       |
| 4    | Jean-Guillaume Béatrix |
| 5    | Simon Schempp          |
| 6    | Dag Erik Kokkin        |
| 7    | Arnd Peiffer           |
| 8    | Erik Lesser            |
| 9    | Witalij Koschuschko    |
| 10   | Martin Fourcade        |

| Rang | Name                   |
| ---- | ---------------------- |
| 1    | Jean-Guillaume Béatrix |
| 2    | Anton Schipulin        |
| 3    | Dmitri Blinow          |
| 4    | Nik Langer             |
| 5    | Florian Graf           |
| 6    | Wiktor Wassiljew       |
| 7    | Erik Lesser            |
| 8    | Martin Fourcade        |
| 9    | Simon Schempp          |
| 10   | Pawel Magasejew        |

| Rang | Nation                                                                           |
| ---- | -------------------------------------------------------------------------------- |
| 1    | RusslandDmitri Blinow Anton Schipulin Pawel Magasejew Wiktor Wassiljew           |
| 2    | NorwegenMagnus L’Abée-Lund Dag Erik Kokkin Anders Hennum Arild Askestad          |
| 3    | DeutschlandSimon Schempp Manuel Müller Arnd Peiffer Florian Graf                 |
| 4    | ÖsterreichMario Drescher Daniel Salvenmoser Sven Grossegger Dominik Landertinger |
| 5    | FrankreichLudwig Ehrhart Martin Fourcade Rémi Borgeot Jean-Guillaume Béatrix     |

### Juniorinnen
| Rang | Name                    |
| ---- | ----------------------- |
| 1    | Magdalena Neuner        |
| 2    | Susann König            |
| 3    | Marine Dusser           |
| 4    | Marie-Laure Brunet      |
| 5    | Anaïs Bescond           |
| 6    | Veronika Vítková        |
| 7    | Veronika Zvařičová      |
| 8    | Susanna Porela          |
| 9    | Fanny Welle-Strand Horn |
| 10   | Anastassija Romanowa    |

| Rang | Name                    |
| ---- | ----------------------- |
| 1    | Magdalena Neuner        |
| 2    | Veronika Vítková        |
| 3    | Marie-Laure Brunet      |
| 4    | Olga Wiluchina          |
| 5    | Mari Laukkanen          |
| 6    | Susann König            |
| 7    | Anaïs Bescond           |
| 8    | Megan Tandy             |
| 9    | Marine Dusser           |
| 10   | Fanny Welle-Strand Horn |

| Rang | Name               |
| ---- | ------------------ |
| 1    | Susann König       |
| 2    | Marie-Laure Brunet |
| 3    | Iris Waldhuber     |
| 4    | Susanna Porela     |
| 5    | Anaïs Bescond      |
| 6    | Veronika Vítková   |
| 7    | Tiril Eckhoff      |
| 8    | Marine Dusser      |
| 9    | Olga Wiluchina     |
| 10   | Wolha Alifirawez   |

| Rang | Nation                                                                 |
| ---- | ---------------------------------------------------------------------- |
| 1    | DeutschlandFranziska Hildebrand Susann König Miriam Gössner            |
| 2    | FrankreichAnaïs Bescond Marine Dusser Marie-Laure Brunet               |
| 3    | RusslandJulija Kornilljuk Olga Wiluchina Anastassija Romanowa          |
| 4    | NorwegenVilde Ravnsborg Gurigard Anne Lise Aas Fanny Welle-Strand Horn |
| 5    | SchwedenJenny Jonsson Emelie Larsson Kim Adolfsson                     |